# Ondrej Nepela Arena
La Ondrej Nepela Arena (Zimný štadión Ondreja Nepelu en slovaque), anciennement Samsung Arena, T-Com Arena et ST Arena, est une patinoire située à Bratislava en Slovaquie. Elle est principalement utilisée pour le hockey sur glace, accueillant les matchs du HC Slovan Bratislava. Elle accueillera également le Championnat d'Europe masculin de handball 2022.
La salle a une capacité d'un peu plus de 10 000 places pour le hockey sur glace et les concerts.

## Histoire
La salle a ouvert ses portes en 1940 et pouvait contenir 8 350 personnes en 2007. Dans le passé, elle a porté les noms de ST Arena et T-Com Arena.
Le stade est nommé en l'honneur de Ondrej Nepela, patineur artistique slovaque qui représenta la Tchécoslovaquie dans la fin des années 1960 et au début des années 1970. Il remporta la médaille d'or aux Jeux olympiques d'hiver de 1972.
Un match de présaison de la Ligue nationale de hockey (LNH) eut lieu à la Samsung Arena entre le HC Slovan Bratislava et le Lightning de Tampa Bay le 30 septembre 2008 (victoire de Tampa Bay, 3 à 2 en prolongation).
La salle est reconstruite et rouverte en 2011.

## Évènements
Sports d'hiver
- Championnats d'Europe de patinage artistique 1958
- Championnats d'Europe de patinage artistique 1966
- Championnats du monde de patinage artistique 1973
- Championnat du monde de hockey sur glace 1992
- Championnats d'Europe de patinage artistique 2001
- Championnat du monde de hockey sur glace 2011
- Championnats d'Europe de patinage artistique 2016
- Championnat du monde de hockey sur glace 2019

Autres
- Championnat du monde de roller in line hockey IIHF 2008
- Championnat d'Europe féminin de volley-ball 2019
- Championnat d'Europe masculin de handball 2022.

## Galerie

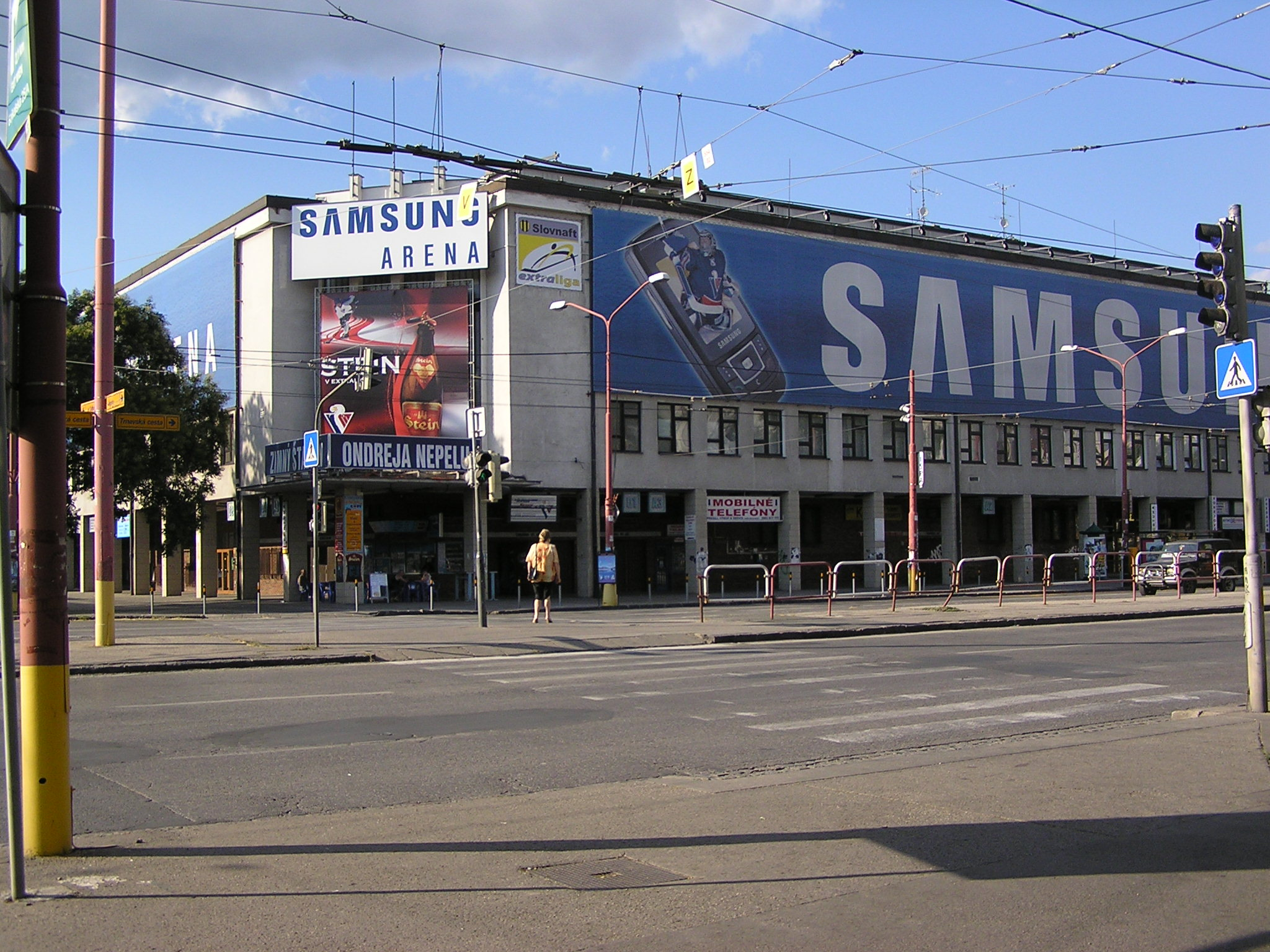
En 2007
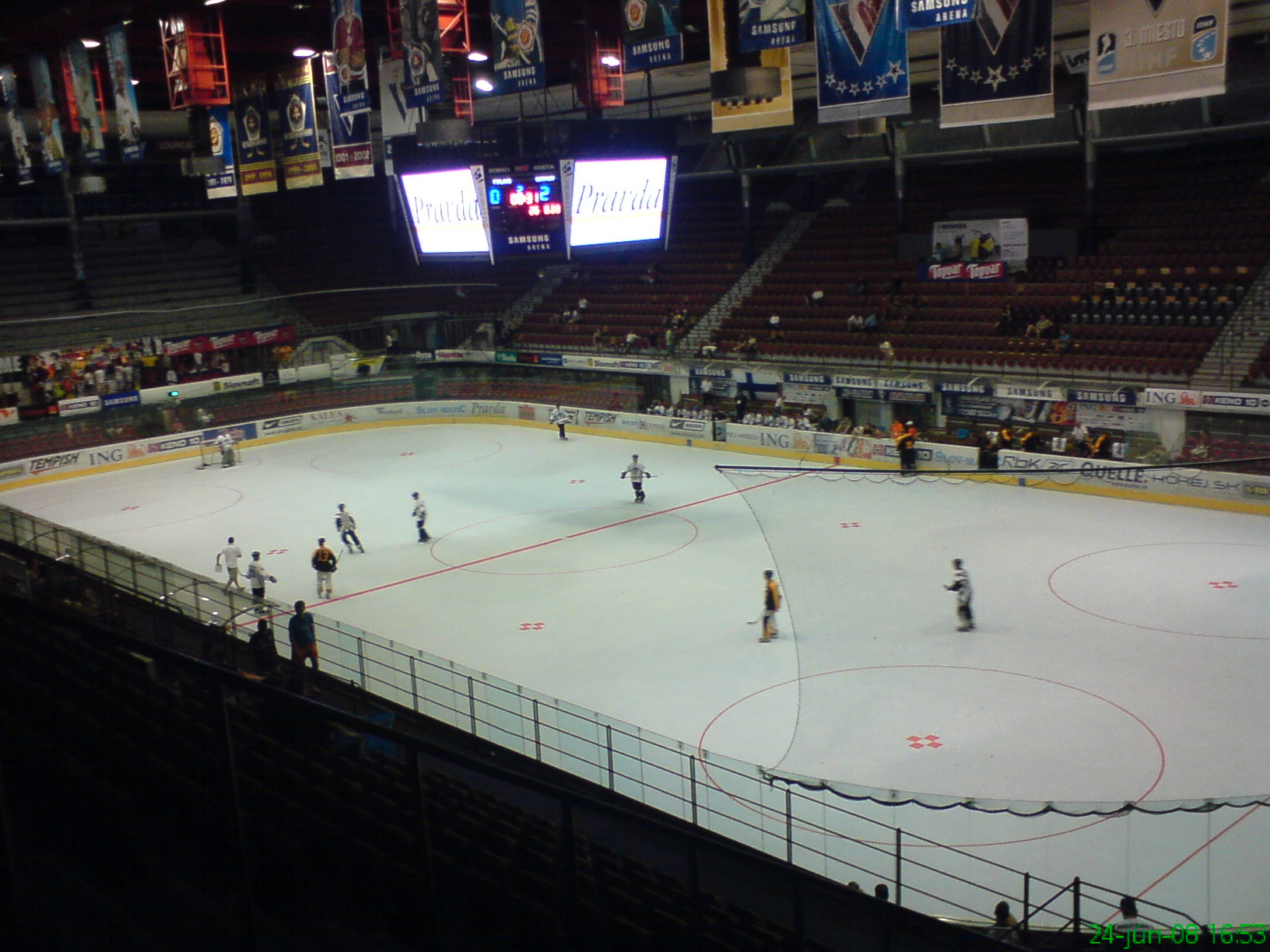
Intérieur en 2008
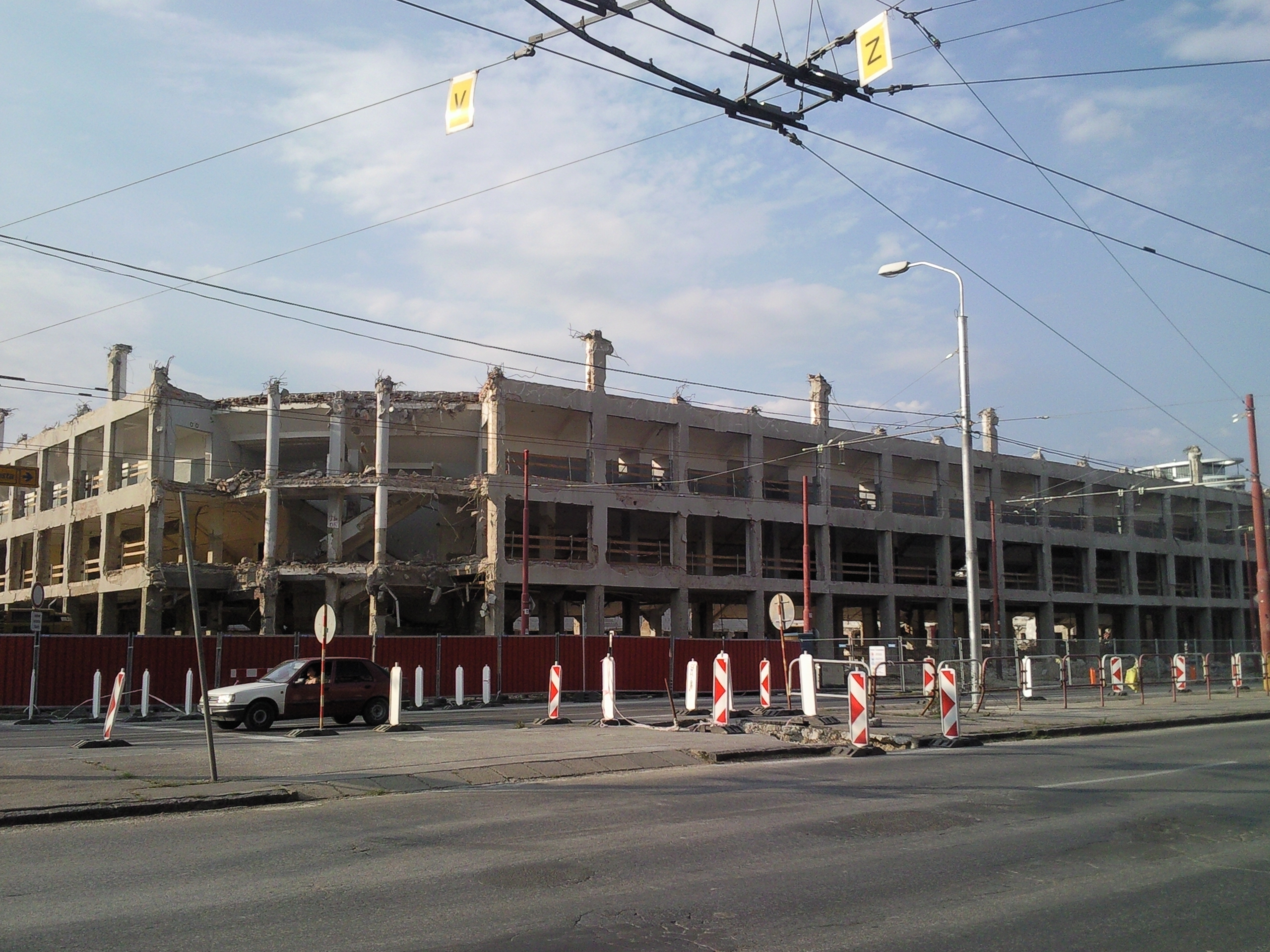
Reconstruction en 2009
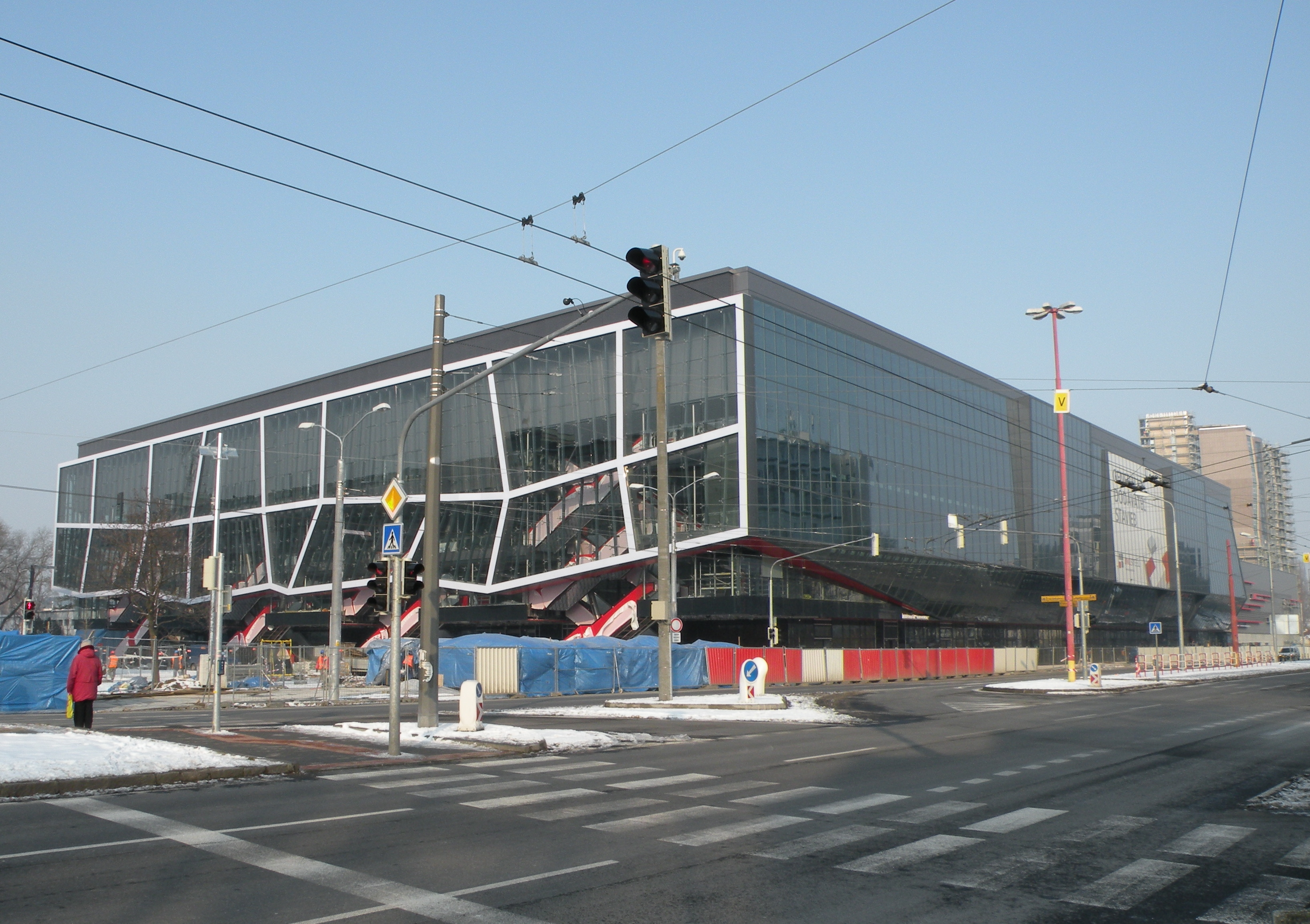
En 2011